# Ácsteszér
Ácsteszér [áčtesér] (německy Tesier, Zierndorf) je vesnice v Maďarsku v župě Komárom-Esztergom, spadající pod okres Kisbér. Nachází se asi 10 km jihozápadně od Kisbéru. V roce 2015 zde žilo 696 obyvatel, z nichž jsou 87,5 % Maďaři, 5,4 % Romové, 0,7 % Němci, 0,4 % Chorvati a 0,3 % Rumuni.
Sousedními vesnicemi jsou Aka, Bakonyszombathely, Csatka a Súr.